# Shen Hao

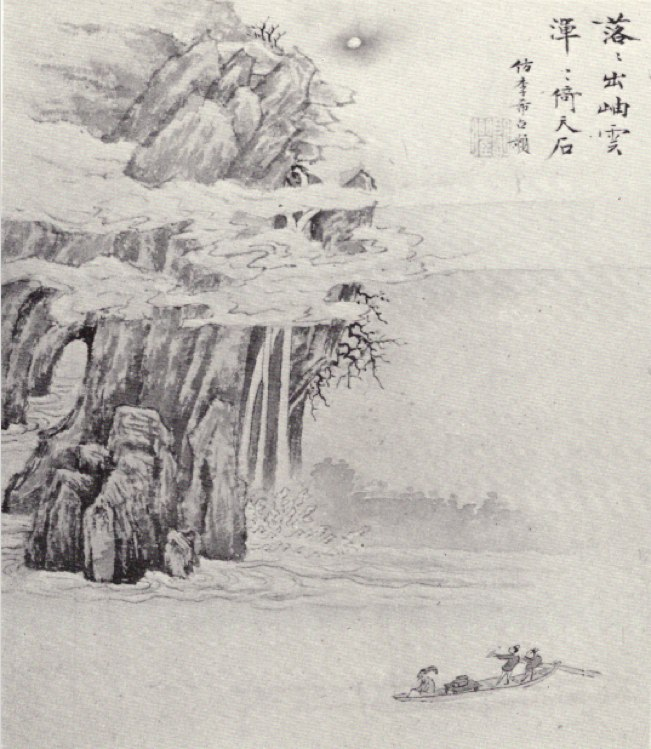
Paysage par Shen Hao, 1686.

Shen Hao ou Chen Hao, surnom: Lanqian, nom de pinceau: Shitian est un peintre chinois du XVIIe siècle, originaire de Suzhou (ville de la province du Jiangsu à l'est de la Chine). Ses date de naissance et de décès ne sont pas connues mais on sait que sa période d'activité se situe vers 1630-1650.

## Biographie
Poète et calligraphe, Shen Hao est un peintre de paysages. Il travaille dans un style proche de celui de Shen Zhou. Très connu surtout comme théoricien et critique de la peinture, il est l'auteur d'un ouvrage intitulé le Hua Zhu, court traité comprenant treize rubriques esthétiques, critiques et techniques. On y trouve divers propos d'un réel intérêt documentaire non exempt toutefois de certaines banalités telle l'inévitable catégorie Nord-Sud, ainsi que des notations originales sur la copie notamment, qui est envisagée comme une récréation par une vision de l'esprit et non un simple modèle, ainsi que sur la nécessité de s'inspirer directement de la nature et de travailler sur le motif.